# جورج سيدني هوكينز
جورج سيدني هوكينز (بالإنجليزية: George Sydney Hawkins)‏ هو محامي وقاضي وسياسي أمريكي، ولد في 1808 في كينغستون في الولايات المتحدة، وتوفي في 15 مارس 1878 في ماريانا في الولايات المتحدة. حزبياً، نشط في الحزب الديمقراطي. وقد انتخب عضو مجلس ولاية فلوريدا وانتخب عضو مجلس نواب فلوريدا وانتخب عضو مجلس النواب الأمريكي.